# Lagrán (concejo)
Lagrán es un concejo del municipio de Lagrán, en la provincia de Álava, España. 

## Demografía
| Gráfica de evolución demográfica de Lagrán entre 2000 y 2017 |
|                                                              |
| Población de derecho según los censos de población del INE.  |

## Cultura

### Patrimonio material
- Iglesia parroquial de la Asunción de Nuestra Señora, edificio renacentista del siglo XVI.[2] Con restos románicos en sus muros y una torre cuadrada de mampostería con chapitel de piedra. Destaca su portada plateresca, atribuida al maestro Domingo de Emesabel, con una imagen de la Virgen con el Niño, y su interior de planta rectangular con ábside poligonal y bóvedas de crucería gótica. Sobresalen su retablo renacentista con relieves de la Pasión de Cristo, una imagen central de la Virgen y un sagrario templete decorado, así como altares barrocos y una escultura de la Purísima Concepción de la escuela de Alonso Cano, junto a valiosos objetos litúrgicos del siglo XVIII.[3]
- Palacio de Viana.[4]
- Fuente del Cañico.[5]
- Fuente de la calle Isidoro Sáenz de Santamaría.[6]
- Lavadero San Pelayo. La primera solicitud del ayuntamiento de Lagrán para que se les permita la venta de árboles, a fin de construir un lavadero, data de 1859.[7]
- Fuente situada en un parque infantil, junto al frontón.[8]
- Frontón.[9]
- Centro social.
- Casa del Concejo.
- Puente en la carretera de Bajauri.[10]
- Nacedero de La Raposera.[11]
- Fuente Nacedero de San Bartolomé.[11]
- Ermita de San Bartolomé